# Весна Језеркић
Весна Језеркић (Београд, 1949) српска је универзитетска професорка у пензији, драматург, позоришна критичарка, сценаристкиња и преводилац.

## Биографија
Дипломирала је драматургију на Факултету драмских уметности, где је касније била и продекан. Отац јој је био познати српски и југословенски фудбалер Јован Језеркић.
На ФДУ је радила као редовни професор и предавала је предмет Позоришна и радио драматургија.
Објавила је низ радова за Стеријино позорје, онда у Зборнику Факултета драмских уметности, листовима Сцена и Театрон.
Нaписaла јe више сцeнaрија и то зa ТВ филм Тесла, ТВ серију Коцка, коцка, коцкица, Екран снежи и др.

## Дела
Радио драме
- Оскар Вајлд или краљ живота, реализација Радио Београд[3]
- Обилића сочињеније; адаптација, по делу Симе Милутиновића Сарајлије, реализација Радио Нови Сад